# Wilhelm von Gayl (général)
Wilhelm Karl Friedrich von Gayl (né le 21 avril 1814 à Berlin et mort le 11 janvier 1879 dans la même ville) est un général d'infanterie prussien.

## Biographie

### Origine
Il est issu de la famille noble von Gayl (de) et est le fils du major général prussien Friedrich von Gayl (de) (1776-1853) et de son épouse Charlotte Sophie Concordie, née Barz (1786-1872).

### Carrière militaire
Gayl étudie à l'école de la ville de Colberg, puis est diplômé des écoles de cadets de Kulm et de Berlin. Le 10 août 1831, il est affecté comme sous-lieutenant au 2e régiment de grenadiers de l'armée prussienne à Stettin. Du 1er octobre 1835 au 31 juillet 1838, il est envoyé à l'École générale de guerre pour poursuivre sa formation. D'avril 1841 à septembre 1842, il est ensuite affecté au bataillon d'instruction d'infanterie et le 22 mai 1845, il est promu premier lieutenant. En tant que tel, Gayl est commandant de compagnie du 2e bataillon de Landwehr à Stralsund du 1er août 1848 au 31 mars 1849. Après son retour dans son régiment d'origine, il est nommé commandant de compagnie le 13 novembre 1849 avec la promotion de capitaine. Il est ensuite promu major le 16 mai 1857 et nommé commandant du bataillon de fusiliers le 10 novembre 1857.
Le 29 avril 1862, Gayl quitte l'armée en tant que lieutenant-colonel et rejoint la marine, où il commanda le bataillon naval de 633 hommes,. Avant même le début de la guerre contre le Danemark, il retourne dans l'armée le 9 janvier 1864 et est nommé commandant du 68e régiment d'infanterie (de) à Coblence, qui s'installe peu après dans sa nouvelle garnison à Luxembourg. Le régiment ne participe pas à la guerre contre le Danemark, car il reste au Luxembourg pour assurer la sécurité des frontières. Gayl y est promu colonel le 25 juin 1864.
Après que son régiment a reçu l'ordre de mobilisation le 5 mai 1866 à l'occasion de la guerre austro-prussienne, l'unité se déplace via Konz à Cologne et de là au point de rassemblement du 8e corps d'armée à Halle-sur-Saale, où il arrive à la fin du mois. Avec la 15e division d'infanterie, Gayl participe aux batailles de Münchengrätz et Sadowa au sein de l'armée de l'Elbe et est décoré le 20 septembre 1866 de l'ordre de la Couronne de 3e classe avec épées pour ses performances.
Sous position à la suite, Gayl abandonne le 5 mars 1867 le commandement du régiment, devient commandant de la 1re brigade d'infanterie à Königsberg et est peu après promu au grade de général de division le 18 avril 1867. Avec cette brigade, Gayl participe pendant la guerre contre la France à la bataille de Borny-Colombey le 14 août, à la bataille de Noisseville du 31 août au 1er septembre 1870 ainsi qu'au siège de Metz. Avant même la chute de la forteresse, Gayl reçoit le commandement du détachement de troupes déployé devant Verdun. Ses efforts conduisent finalement le commandant français à remettre la forteresse de Verdun aux troupes prussiennes sous le commandement de Gayl le 8 novembre 1870. Entre-temps, Gayl est décoré des deux classes de la croix de fer ainsi que de la croix militaire du Mérite du Mecklembourg. À partir du 29 décembre 1870, il dirige un détachement de troupes en Lorraine. Le 5 janvier 1871, on lui confie le commandement de la 1re division d'infanterie. Le 19 janvier 1871, Gayl dirige encore cette dernière à Saint-Quentin.
Après l'accord de paix, il est nommé commandant de cette grande unité le 23 mai 1871 et promu lieutenant général le 18 août 1871. Gayl cède la division au major-général Kuno von der Goltz le 15 mars 1873, devient commandant de Rastatt et est finalement promu gouverneur de la forteresse le 22 mars 1874. En reconnaissance de ses longues années de service, il reçoit le 18 janvier 1875 l'ordre de l'Aigle rouge de première classe avec feuilles de chêne. Le 5 mai 1876, Gayl est relevé de son poste et mis à disposition avec l'attribution du caractère de général d'infanterie avec pension.
Après sa mort, il est enterré au cimetière de garnison de Hasenheide.

### Famille
Gayl se marie le 17 septembre 1844 à Pommerensdorf (de) avec Elise von Dassel (de) (1820–1899). Le mariage produit cinq fils, dont :
- Egon (1845-1929), général d'infanterie prussien
- Franz (1847-1921), général de division prussien
- Georg (1850-1927), général d'infanterie prussien, chevalier de l'Ordre Pour le Mérite

Le dernier ministre de l'Intérieur de la République de Weimar avant l'arrivée de Hitler au pouvoir , Wilhelm von Gayl, est son petit-fils.